# St. Louis Film Critics Association Awards 2023
Le cerimonia della 20ª edizione St. Louis Film Critics Association Awards è stata presentata il 17 dicembre 2023.
Le candidature sono state annunciate il 10 dicembre 2023.

## Vincitori e candidature

### Miglior film
- Oppenheimer, regia di Christopher Nolan
- Barbie, regia di Greta Gerwig
- American Fiction, regia di Cord Jefferson
- Anatomia di una caduta (Anatomie d'une chute), regia di Justine Triet
- The Holdovers - Lezioni di vita (The Holdovers), regia di Alexander Payne
- Killers of the Flower Moon, regia di Martin Scorsese
- Maestro, regia di Bradley Cooper
- May December, regia di Todd Haynes
- Past Lives, regia di Celine Song
- La zona d'interesse (The Zone of Interest), regia di Jonathan Glazer

### Miglior attore
- Cillian Murphy – Oppenheimer
- Paul Giamatti – The Holdovers - Lezioni di vita (The Holdovers)
- Bradley Cooper – Maestro
- Leonardo DiCaprio – Killers of the Flower Moon
- Jeffrey Wright – American Fiction

### Miglior attore non protagonista
- Ryan Gosling – Barbie
- Robert Downey Jr. – Oppenheimer
- Charles Melton – May December
- Sterling K. Brown – American Fiction
- Dominic Sessa – The Holdovers - Lezioni di vita (The Holdovers)

### Miglior attrice
- Lily Gladstone – Killers of the Flower Moon
- Margot Robbie – Barbie
- Greta Lee – Past Lives
- Natalie Portman – May December
- Emma Stone – Povere creature! (Poor Things)

### Miglior attrice non protagonista
- Da'Vine Joy Randolph – The Holdovers - Lezioni di vita (The Holdovers)
- Rachel McAdams – Ci sei Dio? Sono io, Margaret (Are You There, God? It's Me, Margaret)
- Emily Blunt – Oppenheimer
- Viola Davis – Air - La storia del grande salto (Air)
- Julianne Moore – May December

### Miglior regista
- Christopher Nolan – Oppenheimer
- Greta Gerwig – Barbie
- Todd Haynes – May December
- Martin Scorsese – Killers of the Flower Moon
- Celine Song – Past Lives

### Migliore adattamento della sceneggiatura
- Christopher Nolan; basato sulla biografia Robert Oppenheimer, il padre della bomba atomica di Kai Bird e Martin J. Sherwin - Oppenheimer
- Cord Jefferson; basato sul romanzo Cancellazione (Erasure) di Percival Everett - American Fiction
- Kelly Fremon Craig; basato sull'omonimo romanzo di Judy Blume - Ci sei Dio? Sono io, Margaret (Are You There, God? It's Me, Margaret)
- Eric Roth e Martin Scorsese; basato sul saggio Gli assassini della terra rossa di David Grann - Killers of the Flower Moon
- Jonathan Glazer; basato sull'omonimo romanzo di Martin Amis - La zona d'interesse (The Zone of Interest)

### Migliore sceneggiatura originale
- Greta Gerwig e Noah Baumbach - Barbie
- David Hemingson - The Holdovers - Lezioni di vita (The Holdovers)
- Alex Convery - Air - La storia del grande salto (Air)
- Justine Triet e Arthur Harari - Anatomia di una caduta (Anatomie d'une chute)
- Celine Song - Past Lives

### Miglior fotografia
- Hoyte van Hoytema - Oppenheimer
- Robert Yeoman - Asteroid City
- Rodrigo Prieto - Killers of the Flower Moon
- Matthew Libatique - Maestro
- Łukasz Żal - La zona d'interesse (The Zone of Interest)

### Migliore montaggio
- Jennifer Lame - Oppenheimer
- Kirk Baxter - The Killer
- Kevin Tent - The Holdovers - Lezioni di vita (The Holdovers)
- Thelma Schoonmaker - Killers of the Flower Moon
- Michelle Tesoro - Maestro

### Migliori musiche
- Barbie
- The Killer
- Air - La storia del grande salto (Air)
- The Holdovers - Lezioni di vita (The Holdovers)
- Maestro

### Migliori effetti speciali
- Jay Cooper, Ian Comley, Neil Corbould e Andrew Roberts - The Creator
- Dave Drzewiecki, Scott R. Fisher, Andrew Jackson e Giacomo Mineo - Oppenheimer
- Takashi Yamazaki - Godzilla Minus One
- Theo Bialek, Stéphane Ceretti, Alexis Wajsbrot e Guy Williams - Guardiani della Galassia Vol. 3 (Guardians of the Galaxy Vol. 3)
- Simone Coco, Neil Corbould, Jeff Sutherland e Alex Wuttke - Mission: Impossible - Dead Reckoning (Mission: Impossible – Dead Reckoning Part One)

### Miglior scenografia
- Sarah Greenwood e Katie Spencer - Barbie
- James Price, Shona Heath e Zsuzsa Mihalek - Povere creature! (Poor Things)
- Adam Stockhausen - Asteroid City
- Jack Fisk - Killers of the Flower Moon
- Ruth De Jong - Oppenheimer

### Miglior cast
- The Holdovers - Lezioni di vita (The Holdovers)
- Barbie
- Oppenheimer
- Asteroid City
- Killers of the Flower Moon

### Migliore scena
- Il monologo di Gloria sugli standard impossibili imposti alle donne - Barbie
- Combattimento sui 222 gradini che portano alla Basilica del Sacro Cuore a Parigi - John Wick 4 (John Wick: Chapter 4)
- Finale del programma radiofonico - Killers of the Flower Moon
- Leonard Bernstein dirige la London Symphony Orchestra nella Sinfonia n. 2 di Mahler alla Cattedrale di Ely - Maestro
- Test Trinity - Oppenheimer

### Migliore colonna sonora
- Ludwig Göransson - Oppenheimer
- Robbie Robertson - Killers of the Flower Moon
- Marcelo Zarvos - May December
- Daniel Pemberton - Spider-Man: Across the Spider-Verse
- Mica Levi - La zona d'interesse (The Zone of Interest)

### Migliori costumi
- Jacqueline Durran - Barbie
- Holly Waddington - Povere creature! (Poor Things)
- Jacqueline West e Julie O'Keefe - Killers of the Flower Moon
- Ellen Mirojnick - Oppenheimer
- Stacey Battat - Priscilla

### Miglior film internazionale
- Anatomia di una caduta (Anatomie d'une chute), regia di Justine Triet (Francia)
- La zona d'interesse (The Zone of Interest), regia di Jonathan Glazer (Regno Unito)
- Foglie al vento (Kuolleet lehdet), regia di Aki Kaurismäki (Finlandia)
- Perfect Days, regia di Wim Wenders (Giappone)
- La sala professori (Das Lehrerzimmer), regia di İlker Çatak (Germania)

### Miglior film d'azione
- John Wick 4 (John Wick: Chapter 4), regia di Chad Stahelski
- Mission: Impossible - Dead Reckoning (Mission: Impossible – Dead Reckoning Part One), regia di Christopher McQuarrie
- Dungeons & Dragons - L'onore dei ladri (Dungeons & Dragons: Honor Among Thieves), regia di Jonathan Goldstein e John Francis Daley
- Indiana Jones e il quadrante del destino (Indiana Jones and the Dial of Destiny), regia di James Mangold
- The Killer, regia di David Fincher
- Spider-Man: Across the Spider-Verse, regia di Joaquim Dos Santos, Kemp Powers e Justin K. Thompson

### Miglior film commedia
- The Holdovers - Lezioni di vita (The Holdovers), regia di Alexander Payne
- Barbie, regia di Greta Gerwig
- American Fiction, regia di Cord Jefferson
- Ci sei Dio? Sono io, Margaret (Are You There, God? It's Me, Margaret), regia di Kelly Fremon Craig
- Bottoms, regia di Emma Seligman

### Miglior film d'animazione
- Spider-Man: Across the Spider-Verse, regia di Joaquim Dos Santos, Kemp Powers e Justin K. Thompson
- Il ragazzo e l'airone (君たちはどう生きるか), regia di Hayao Miyazaki
- Elemental, regia di Peter Sohn
- Il mio amico robot (Robot Dreams), regia di Pablo Berger
- Tartarughe Ninja - Caos mutante (Teenage Mutant Ninja Turtles: Mutant Mayhem), regia di Jeff Rowe

### Miglior film horror
- Talk to Me, regia di  Danny e Michael Philippou
- Skinamarink, regia di Kyle Edward Ball
- La casa - Il risveglio del male (Evil Dead Rise), regia di Lee Cronin
- Bussano alla porta (Knock at the Cabin), regia di M. Night Shyamalan
- Megan, regia di Gerard Johnstone

### Miglior documentario
- American Symphony, regia di Matthew Heineman
- Still: A Michael J. Fox Movie, regia di Davis Guggenheim
- Beyond Utopia, regia di Madeleine Gavin
- It Ain't Over, regia di Sean Mullin
- Menus-Plaisirs - Les Troisgros, regia di Frederick Wiseman

### Migliori controfigure
- Wade Eastwood - Mission: Impossible - Dead Reckoning (Mission: Impossible – Dead Reckoning Part One)
- Scott Rogers e Stephen Dunlevy - John Wick 4 (John Wick: Chapter 4)
- Mike Massa e Abdelaaziz Attougui - Indiana Jones e il quadrante del destino (Indiana Jones and the Dial of Destiny)
- Chavo Guerrero Jr. - The Warrior: The Iron Claw (The Iron Claw)
- Dave Macomber - The Killer

### Menzione speciale
- A24 – Per aver dimostrato solidarietà con gli attori e gli sceneggiatori ottenendo l'approvazione da SAG-AFTRA e WGA per continuare la produzione cinematografica e la pubblicità.
- Screen Actors Guild e Writers Guild of America – Per aver lottato per l'equità degli artisti e per proteggere il futuro della produzione cinematografica scioperando contro pratiche che riducono al minimo o eliminano la protezione e i salari di sussistenza per gli artisti.